# شوهر من اوه جاک دو
شوهر من اوه جاک دو (کره‌ای: 데릴남편 오작두) یک مجموعهٔ تلویزیونی کره جنوبی سال ۲۰۱۸ با بازی کیم کانگ وو، یوئی، جونگ سانگ هون و هان سون هوا است. این مجموعه از ۳ مارس تا ۱۹ مه ۲۰۱۸، شنبه‌ها دو قسمت در روز ساعت ۲۰:۴۵ تا ۲۳:۱۰ (کی‌اس‌تی)، از ام‌بی‌سی پخش شد.

## تولید
نقش اول زن در ابتدا به کیم هیون جو و سپس به لی مین جونگ پیشنهاد شد اما هر دو رد کردند.
- اولین جلسه فیلمنامه خوانی در ۲۱ ژانویه ۲۰۱۸ برگزار شد.[۲]